# Афрідун I
Афрідун I Мученик (*д/н — 1120) — 18-й ширваншах в 1106—1120 роках. Намагався розширити володіння держави на Кавказі, проте невдало.

## Життєпис
Походив з династії Кесранідів. Син ширваншаха Фарібурза I. Замолоду долучався до державних справ. 1063 року відправлений батьком до Саріру по допомогу у війні з Гянджийським еміратом. Проте не мав успіху. 1066 року після захоплення Дербенту призначений його намісником. Того ж року вимушений був захищати місто від тюрок на чолі з Кара-Тегіном. У 1068 році на деякий час вигнаний з Дербенту місцевими раїсами, але невдовзі повернутий батьком. 1072 року на вимогу султана Алп-Арслана залишив Дербент.
У 1106 році після смерті брата Манучехра II став новим ширваншахом. Продовжив політику попередника щодо посилення впливу на південному Кавказі, використовуючи боротьбу за владу в Сельджуцькій імперії. Протягом 1106—1111 років брав участь у походах Сельджуків проти Ташир-Дзорагетського і Сюнікського царств.
1111 року уклав мирний договір з Давидом IV, царем Грузії, за умовами якого 1112 року відбувся шлюб між сином ширваншаха Манучехром і донькою грузинського правителя Тамарою. Втім через декілька років міждержавні відносини погіршилися через амбіції обох сторін. Афрідун I в умовах розпаду Сельджуцької імперії відчував себе більш самостійним, маючи бажання встановити вплив на Кавказі. З 1116 року почалися військові дії з Грузією. У 1117 році війська ширваншаха зазнали поразки.
У 1120 року грузинська армія сплюндрувала Габалу, області навколо Шемахи та Лахз. У листопаді того ж року Афрідун I виступив проти Сайф ад-дін Мухаммеда, який захопив владу в Дербенті. Проте ширванське військо зазнало поразки. Невдовзі ширваншах загинув у війні з Грузією, за що дістав своє прізвисько. Трон успадкував його син Манучехр III.